# Batia lunaris
Espèce
Batia lunaris est une espèce de petits lépidoptères (papillons) de la famille des Oecophoridae, de la sous-famille des Oecophorinae.
On le trouve en Europe.
Il a une envergure de 7 à 10 mm.
La chenille vit sur l'écorce des bois morts.
Espèce proche un peu plus grande
- Batia lambdella

## Galerie

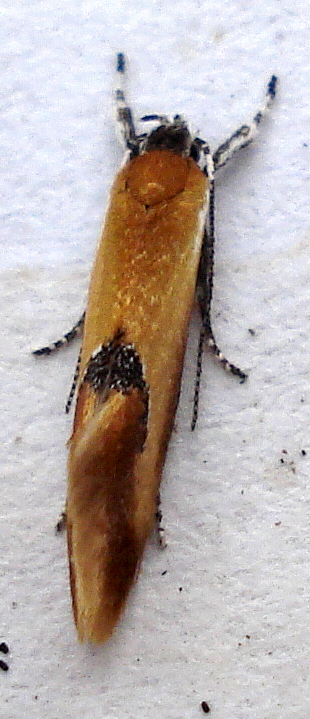